# Paulus Chevallier
Paulus Chevallier (* 10. September 1722 in Amsterdam; † 7. März 1796 in Groningen) war ein niederländischer reformierter Theologe.

## Leben
Paulus Chevallier war der Sohn des Schiffskapitäns Paulus Chevallier und der Catharina van de Velde. Er verlor seinen Vater schon in frühen Kindheitsjahren. Seine erste Ausbildung erhielt er in seiner Heimatstadt, wo er sich bereits in frühster Kindheit zu einem aufgeweckten Jungen entwickelte. Diese Talente wurden 1739 auf dem Gymnasium Lingen weiterentwickelt. Danach bezog er die Universität Leiden, wo Albert Schultens (1686–1750), Johannes Alberti (1698–1762), Tiberius Hemsterhuis und Johannes Wesselius (1671–1745) seine Lehrer wurden. Am 5. Oktober 1744 wurde er dort Kandidat der Theologie und ein Jahr später fand er in dem Dorf Sloten eine Anstellung als Prediger.
1747 wurde er nach Rijswijk bei 's Gravenhage berufen und erhielt vier Jahre später am 21. März 1751 eine Berufung als Professor der Theologie an die Universität Groningen. Dieses Amt trat er am 8. September 1752 mit der Rede De juste temperata cogitandi libertate an, worin er über die richtig überlegte Freiheit des Denkens über die Theologie referierte und gleichzeitig zum Universitätsprediger ernannt wurde. 1753 heiratete er Margaretha Geertruida Alberthoma (1729–1779), die ihm sechs Kinder gebar, wovon Pierre Chevallier und Robertus Alberthoma Chevallier ebenfalls Bedeutung erlangten. Nach dem Tod von Daniël Gerdes (1698–1765) übertrug man ihm 1765 die Professur der Kirchengeschichte, die er bis zu seinem Lebensende versah. Er beteiligte sich auch an den organisatorischen Aufgaben der Hochschule und war 1764 sowie 1784 Rektor der Alma Mater.
Seine Vorlesungen zu Hugo Grotius De veritate religionis christianae erregten seinerzeit viel Aufmerksamkeit. Regierungsmitglieder und andere Schriftsteller suchten diese auf. In der Kirchengeschichtsschreibung war er darum bestrebt, mehr als nur Geschichte zu vermitteln. Er reflektierte neben den vielreichen Namen auch Gefühle und betrachtete die Kirchengeschichte als eine Grundlage der Theologie. Als Redner war er gewandt und wirkte auf die Verbesserung der Predigerweise ein. Die Leistungen reflektieren sich auch in seinen Schülern, zu denen Henricus Sypkens, Herman Muntinghe, Jodocus Heringa Elizazn und andere gehörten.

## Werke (Auswahl)
- Oratio de literis humanioribus, optimo religionis Christianae praesidio. Leiden 1764
- Zestal van kerkelijke redevoeringen over sommige algemeene gronden der zedeleer. Groningen 1770
- Twee Brieven aan den Hoogleeraar van der Marck. Groningen 1772
- Lijkrede ter gedachtenisse van Th.A. Clarisse, benevens deszelfs laatste Leerrede. Groningen und Amsterdam 1782
- De Voetstappen der Godlijke Voorzienigheid in Nederlands Staatswisseling opengelegd, in eene kerkrede over 1 Kon. XII. 15a. Groningen 1795